# Амос Рут
Амос Рут (англ. Amos Ives Root) (1839 — †1923 р.) — американський винахідник і автор з бджільництва.
Він заснував одну з найбільших у світі фірму із виготовлення бджільницького приладдя. В 1873 році почав видавати найпоширеніший у Америці бджільницький журнал «Огляд бджільництва». Він створив відому, багато раз перевидавану «Енциклопедію бджільництва», що виходила друком російською у двох виданнях (в 1926 та в 1938 рр.).